# بانتون (فيرمونت)
بانتون (بالإنجليزية: Panton, Vermont)‏ هي بلدة تقع بولاية فيرمونت في الولايات المتحدة. تبلغ مساحتها 57.1 (كم²)، وترتفع عن سطح البحر 79 م، بلغ عدد سكانها 677 نسمة في عام 2010 حسب إحصاء مكتب تعداد الولايات المتحدة وتصل الكثافة السكانية فيها 16.9 نسمة/كم2.

## أعلام
- هارييت بيشوب

## وصلات خارجية
- www.pantonvt.us
- The US50 - Cities and Towns in Vermont State
- Vermont Cities and Towns, Facts, Map, Flag, Colleges, Government, and More